# Льошкіно
Льошкіно (рос. Лёшкино) — присілок у Марьовському районі Новгородської області Російської Федерації.
Населення становить 2  особи. Належить до муніципального утворення Мойсеєвське сільське поселення.

## Історія
До 1927 року населений пункт перебував у складі Новгородської губернії. У 1927-1944 роках перебував у складі Ленінградської області.

## Населення
| 2010 | 2011 | 2012 | 2013 | 2014 | 2015 | 2016 |
| ---- | ---- | ---- | ---- | ---- | ---- | ---- |
| 6    | ↘4   | →4   | →4   | ↘3   | ↘2   | →2   |